# Доступ до інформації в Україні
Доступ до інформації в Україні

## Конституція України
Право на доступ до інформації — гарантоване статтею 34 Конституції України, а саме:
- право кожного на свободу думки і слова, на вільне вираження своїх поглядів і переконань;
- право вільно збирати, зберігати, використовувати і поширювати інформацію усно, письмово або в інший спосіб на свій вибір.

Здійснення цих прав може бути обмежене законом:
- в інтересах національної безпеки;
- в інтересах територіальної цілісності;
- в інтересах громадського порядку;
- з метою запобігання заворушенням чи злочинам;
- для охорони здоров'я населення;
- для захисту репутації або прав інших людей;
- для запобігання розголошенню інформації, одержаної конфіденційно;
- для підтримання авторитету і неупередженості правосуддя.

Закріплене Конституцією України право на інформацію передбачено законами України
- «Про інформацію»;
- «Про доступ до публічної інформації» та іншими нормативно-правовими актами.

## Закони України

### «Про інформацію»
Закон України «Про інформацію» встановлює, що кожен має право на:
- вільне одержання,
- вільне використання,
- вільне поширення,
- вільне зберігання,
- захист інформації, необхідної для реалізації своїх прав, свобод і законних інтересів.

«Інформація» згідно з цим законом це будь-які відомості та/або дані, які можуть бути збережені на матеріальних носіях або відображені в електронному вигляді.
Реалізація права на інформацію не повинна порушувати громадські, політичні, економічні, соціальні, духовні, екологічні та інші права, свободи і законні інтереси інших громадян, права та інтереси юридичних осіб.
Цей закон закріплює основні принципи інформаційних відносин, а саме:
- гарантованість права на інформацію;
- відкритість, доступність інформації, свобода обміну інформацією;
- достовірність і повнота інформації;
- свобода вираження поглядів і переконань;
- правомірність одержання, використання, поширення, зберігання та захисту інформації;
- захищеність особи від втручання в її особисте та сімейне життя.

Відповідно до цього закону право на інформацію охороняється законом та держава гарантує всім суб'єктам інформаційних відносин рівні права і можливості доступу до інформації.
Також ніхто не може обмежувати права особи у виборі форм і джерел одержання інформації, за винятком випадків, передбачених законом.
Суб'єкт інформаційних відносин може вимагати усунення будь-яких порушень його права на інформацію.

### «Про доступ до публічної інформації»
Закон України «Про доступ до публічної інформації» [Архівовано 29 жовтня 2013 у Wayback Machine.] визначає порядок здійснення та забезпечення права кожного на доступ до інформації:
- яка перебуває у володінні суб'єктів владних повноважень, інших розпорядників публічної інформації, визначених цим Законом,
- що становить суспільний інтерес.

Публічна інформація — відображена та задокументована будь-якими засобами та на будь-яких носіях інформація:
- що була отримана або створена в процесі виконання суб'єктами владних повноважень своїх обов'язків, передбачених чинним законодавством, або
- яка перебуває у володінні суб'єктів владних повноважень, інших розпорядників публічної інформації, визначених цим законом.

Цей закон не поширюється на відносини:
- щодо отримання інформації суб'єктами владних повноважень при здійсненні ними своїх функцій
- у сфері звернень громадян, які регулюються спеціальним законом.

## Звернення і запит
Звернення і запит, хоча є доволі подібними інструментами взаємодії з владними органами, базуються на різних за своєю природою правах людини. Основна відмінність звернення від запиту в тому, що за зверненням від його адресата вимагається щось зробити, а за запитом - лише надати інформацію чи копію документу. Між зверненням і запитом є й формальні відмінності:
- порядок оформлення;
- процедура реєстрації та обліку;
- суб'єкт подання;
- строки розгляду.Докладніше: Звернення громадян

### Запит публічної інформації
Запит на інформацію — прохання особи до розпорядника інформації надати публічну інформацію, що знаходиться у його володінні (ст. 19 Закону України «Про доступ до публічної інформації»).
В запитах на інформацію мова йде про надання публічної інформації, якою володіє або повинен володіти її розпорядник.
Запитувачами публічної інформації є фізичні, юридичні особи та об'єднання громадян без статусу юридичної особи.
Запитувач має право звернутися до розпорядника інформації із запитом індивідуальним або колективним. Відкрита інформація надається (запит розглядається) незалежно від того, стосується ця інформація запитувача особисто чи ні, без пояснення причини подання запиту.
Водночас, запит може подаватися в усній, письмовій чи іншій формі (поштою, факсом, телефоном, електронною поштою) на вибір запитувача.
Письмовий запит подається в довільній формі та повинен містити:
- ім'я (найменування) запитувача, поштову адресу або адресу електронної пошти,
- номер засобу зв'язку, якщо такий є;
- загальний опис інформації або вид, назву, реквізити чи зміст
- підпис і дату.

Для спрощення процедури оформлення письмових запитів особа може подавати запит шляхом заповнення відповідних форм запитів на інформацію, які можна отримати в розпорядника інформації та на його офіційному вебсайті.
Якщо з поважних причин (інвалідність, обмежені фізичні можливості) особа не може подати письмовий запит, його має оформити відповідальна особа, обов'язково зазначивши в запиті своє ім'я, контактний телефон, та надати копію запиту особі, яка його подала.
Розпорядники інформації зобов'язані:
- визначати спеціальні місця для роботи запитувачів з документами чи їх копіями,
- надавати право робити виписки з них, фотографувати, копіювати, сканувати, записувати на будь-які носії інформації,
- мати спеціальні структурні підрозділи або призначати відповідальних осіб для забезпечення доступу до інформації.

Кожна особа має право:
- знати у період збирання інформації, але до початку її використання, які відомості про неї та з якою метою збираються,
- знати як, ким і з якою метою ці відомості використовуються, передаються чи поширюються, крім випадків, встановлених законом;
- доступу до інформації про неї, яка збирається та зберігається;
- вимагати виправлення неточної, неповної, застарілої інформації про себе,
- знищення інформації про себе, збирання, використання чи зберігання якої здійснюється з порушенням вимог закону;
- на ознайомлення за рішенням суду з інформацією про інших осіб, якщо це необхідно для реалізації та захисту прав та законних інтересів;
- на відшкодування шкоди у разі розкриття інформації про цю особу з порушенням вимог, визначених законом.

Для забезпечення збереження та доступу до публічної інформації документи, що знаходяться у суб'єктів владних повноважень, підлягають обов'язковій реєстрації в системі обліку.
Строки
Розпорядник інформації має надати відповідь не пізніше 5 робочих днів з дня отримання запиту.
Строк розгляду запиту розпорядник інформації може продовжити до 20 робочих днів у разі, якщо запит стосується надання великого обсягу інформації або потребує пошуку інформації серед значної кількості даних. Про продовження строку розпорядник інформації повідомляє запитувача в письмовій формі не пізніше п'яти робочих днів з дня отримання запиту.
У разі якщо запит на інформацію стосується інформації, необхідної для захисту життя чи свободи особи, щодо стану довкілля, якості харчових продуктів і предметів побуту, аварій, катастроф, небезпечних природних явищ та інших надзвичайних подій, що сталися або можуть статись і загрожують безпеці громадян, відповідь має бути надана не пізніше 48 годин з дня отримання запиту.
Відшкодування витрат
Якщо задоволення запиту на інформацію передбачає виготовлення копій документів обсягом більш як 10 сторінок, запитувач зобов'язаний відшкодувати фактичні витрати на копіювання та друк в розмірі, визначеному розпорядником в межах граничних норм [Архівовано 24 лютого 2017 у Wayback Machine.], встановлених Кабінетом Міністрів України.
Якщо розпорядник інформації не встановив розміру плати за копіювання або друк, інформація надається безкоштовно. Проте, при наданні особі інформації про себе та інформації, що становить суспільний інтерес, плата за копіювання та друк не стягується.

## Відмова у наданні інформації
Розпорядник інформації може відмовити в задоволенні запиту коли:
- він не володіє інформацією і не зобов'язаний відповідно до його компетенції, передбаченої законодавством, володіти інформацією, щодо якої зроблено запит,
- інформація, що запитується, належить до категорії інформації з обмеженим доступом, за умови дотримання вимог щодо т. зв. "трискладового тесту" (ч.2 ст.6)
- особа, яка подала запит на інформацію, не оплатила фактичні витрати, пов'язані з копіюванням або друком,
- у разі недотримання формальних вимог до оформлення запиту на інформацію.

У відмові в задоволенні запиту на інформацію має бути зазначено:
- прізвище, ім'я, по батькові та посаду особи, відповідальної за розгляд інформаційного запиту,
- дату відмови,
- мотивовану підставу відмови,
- порядок оскарження відмови
- підпис.

Відмова в задоволенні запиту на інформацію надається в письмовий формі.
Розпорядник інформації не може відмовити на підставі того, що інформація може бути одержана запитувачем із загальнодоступних джерел.
Відмова, як й інші порушення даного Закону, можуть бути оскаржені до адміністративних судів за Кодексом адміністративного судочинства. 
Розпорядник інформації, який не володіє запитуваною інформацією, але якому за статусом або характером діяльності відомо або має бути відомо, хто нею володіє, зобов'язаний направити цей запит належному розпоряднику з одночасним повідомленням про це запитувача. У такому разі відлік строку розгляду запиту на інформацію починається з дня отримання запиту належним розпорядником. Дана процедура не є відмовою, але й не гарантує отримання інформації від належного розпорядника. 

## Застосування ЗУ «Про доступ до публічної інформації» в Україні
В 2011 році Закон України «Про доступ до публічної інформації» став найвищим досягненням України в світових рейтингах. Тоді Україна посіла 9 місце серед 89 країн світу за рейтингом забезпечення права на інформацію, розробленим двома провідними міжнародними організаціями Access Info Europe (Іспанія) та Centre for Law and Democracy (Канада).
Станом на 2016 рік відповідно до The Right to Information Rating [Архівовано 16 вересня 2013 у Wayback Machine.] ( рейтинг свободи інформації), що ведеться Access Info Europe та Centre for Law and Democracy Україна за якістю тексту закону посідає 22 місце у світі. Втрата позицій за роки дії закону пов’язана з ухваленням нових більш прогресивних законів в різних країнах світу (загальна кількість - 111), зокрема український закон втрачає позиції через відсутність положень щодо незалежної інституції (інформаційний комісар, омбудсмен з доступу тощо), який є важливою ланкою у забезпеченні ефективної реалізації права на доступ.

### Виконання Закону органами державної влади в 2012 році
Органами державної влади було відкрито та оприлюднено через систему обліку публічної інформації понад 290 тисяч документів.
В країні створено розгалужену систему забезпечення доступу до публічної інформації, в якій працює понад 300 державних службовців. В 2012 році органами державної влади було надано 43 тисячі відповідей на інформаційні запити. З них 3400 — від представників засобів масової інформації. Відповіді на 93% від цих запитів були надані протягом 5 днів.
Більше половини інформаційних запитів надійшли за допомогою електронної пошти.
Найбільша кількість запитів (11470) надійшла до Міністерства внутрішніх справ України. На другому місці — Президент України (3655 запитів). Замикає трійку лідерів КМДА — 2932 запити. Більше, ніж 1000 запитів протягом року надійшло також до Міністерства юстиції України (1690) та Міністерства охорони здоров'я (1544). Серед областей лідерами є місто Севастополь (647) та Харківська ОДА (573).

### Основні переваги та новації українського Закону
- Сфера застосування Український закон поширюється на ширше коло суб'єктів, ніж Freedom of Information Act (FOIA) (США).

Автори FOIA вивели з-під його дії законодавчу гілку влади (Конгрес, Сенат). Не підпадає під дію FOIA також Президент США.
Автори українського Закону поширили його дію на три гілки влади - законодавчу, виконавчу і судову, а також на органи зі спеціальним статусом, органи місцевого самоврядування, а також на підприємства та організації, які фінансуються з бюджету, займають монопольне (домінуюче) положення на ринку чи володіють інформацією, що становить суспільний інтерес. 
- Універсальність

FOIA є обов'язковим для виконання лише у федеральних органах. На рівні кожного штату приймається власний закон за аналогією з FOIA. Проте, ці документи не є ідентичними FOIA — в окремих штатах законодавство є більш жорстким за федеральне, в інших — надає менші можливості запитувачам. Все залежить від позиції окремих штатів. Особливості застосування встановлюються судами в порядку прецеденту. Тому практика застосування однієї й тієї ж норми може суттєво різнитися в різних штатах.
У нас закон про доступ є обов'язковим для виконання розпорядниками інформації всіх рівнів на всій території України. Запитувач не повинен знатися на відмінностях законодавства регіонів, а може писати запит за однією формою — байдуже в уряд чи до району.
Судова гілка влади під час розгляду позовів на неналежне виконання закону про доступ має користуватися нормами закону та єдиного Науково-практичному коментаря до Закону.
- Об'єкт доступу

У рамках FOIA надається виключно документ. Запитувач має максимально чітко вказати, доступ до якого документу йому необхідний. Службовцям заборонено в межах FOIA давати будь-які пояснення, а також здійснювати вибірку чи узагальнення інформації. Можливий лише пошук документу в базах та архівах. Такий підхід вважається захистом від впливу посадовців на зміст та обсяг інформації. В окремих штатах (напр. Колорадо) документ без чітко вказаних реквізитів не надається.
В Україні за запитом надається будь-яка публічна інформація, яка знаходиться в розпорядника. Можуть бути надані дані з різних документів. Можливе уточнення запиту, якої саме інформації потребує запитувач. Проте наш закон не зобов'язує розпорядників створювати нову інформацію в процесі підготовки відповіді.
- Наявність документу

В Україні передбачено механізм, за яким громадянин може дізнається про наявність документу, якого він потребує. Цього немає в США.
У Сполучених Штатах не передбачено створення єдиної системи, яка б давала можливість громадянину зрозуміти, якими документами володіє той чи інший орган.
У США є федеральний «Довідник законів» — типізація документів за кожним агентством. Кожне агентство зобов'язане викласти на сайті опис, чим воно займається. Запитувач має або дізнатися з власних джерел про наявність потрібного документу, або, виходячи з опису функцій, зробити припущення, що необхідний йому документ є в цьому агентстві.
В Україні кожен розпорядник інформації зобов'язаний вести та оприлюднювати реєстр публічної інформації, яка перебуває в його розпорядженні.
- Терміни відповіді

У США дають відповідь на запити за 20 робочих днів. Цей термін не поширюється на запити в сфері міжнародних відносин, правоохоронних органів, розвідки. Посадовець може збільшити термін, якщо зможе аргументовано довести, що затримка відбувається з об'єктивних підстав.
В Україні базовий термін на розгляд запиту — 5 робочих днів. У надзвичайних випадках — 48 годин. І лише коли запитують багато документів, термін може бути продовжено до 20 днів. Ця вимога є жорсткою і порушення термінів розгляду вважається порушенням Закону.
- Винятки

США. Існує 9 винятків (В1-В9) і 3 «спеціальні винятки» (С1-С3). Застосовуються на розсуд посадовця, який працює над запитом. Специфіка застосування окремим нормативним документом не прописана (приклади застосування в окремих випадках викладені в Інструкції Мінюсту). Кожен документ розглядається стосовно винятків у індивідуальному порядку. Підстави винятку не пояснюються, поруч із «чорним полем» ставиться лише відповідний індекс винятку.
Проте рішення посадовця може бути оскаржене в судовому порядку.
Україна. Закон передбачає три види винятків: конфіденційна інформація, таємна інформація та службова інформація. При цьому розпорядник має скласти детальний перелік питань, які можуть бути віднесені до службової інформації. Цей перелік є публічним, але не є нормативним. У разі запровадження обмеження необхідність його використання має бути аргументована через трискладовий тест відповідно до ч.2 ст.6 Закону.
- Вартість послуг

США. На федеральному рівні поділяють запитувачів на 3 рівні: ЗМІ, освітні та наукові некомерційні організації; комерційні організації; інші особи. Всі мають платити 10 центів за сторінку друку та 28 доларів за годину роботи фахівця (пошук документу). Запитувач із першої та третьої категорії має право на дві години безкоштовного пошуку. Для першої категорії плата за друк вимагається лише починаючи з 99-ї сторінки. Друга категорія платить за все. На практиці в 99% плата не береться. Принаймні, ніколи не вимагають оплати, якщо сума послуг менша ніж 14 доларів.
Україна. Для всіх запитувачів послуги безкоштовні. Плата береться лише за копіювання/друк документів обсягом понад 10 сторінок.

## Сервіс "Доступ до правди"
Сервісна платформа "Доступ до правди" була створена в 2014 році. Метою сайту є відправлення інформаційних запитів в органи влади та місцевого самоврядування. Сайт «Доступ до Правди» працює як уніфікована платформа для надсилання електронних запитів розпорядникам інформації відповідно до Закону “Про доступ до публічної інформації”. Необхідно зробити лише чотири прості кроки, щоб отримати інформацію:
1. Зайти на сайт «Доступ до Правди».
2. Обрати з переліку розпорядника інформації, який, на вашу думку, повинен володіти потрібною вам інформацією.
3. Сформулювати текст запиту за формою на сайті.
4. Перевірити свою електронну або поштову скриньку.
Важливо пам’ятати, що ваш запит та відповідь на нього є публічними і автоматично оприлюднюються на сайті. Це важливо для наступного узагальнення відповідей, для того, щоб інші особи могли ознайомитися з наданими відповідями
23 жовтня 2015 року був представлений оновлений інтернет-ресурс "Доступ до правди" зі зміненим дизайном та додатковою "новинною" частиною. На сайті почали публікувати новини зроблені на основі відповідей на запити користувачів та публікації журналістів сайту
26 червня 2017 у тестовому режимі запущено ще одну опцію для користувачів плаформи - можливість отримати юридичний коментар щодо запитів та відповідей, які надсилають через «Доступ до правди». Тепер запитувачі можуть отримати професійну консультацію в разі, якщо вони не отримали відповіді або не розуміють, як користуватися отриманою інформацією
«Доступ до правди» функціонує завдяки підтримці Omidyar Network, Swedish International Development Cooperation Agency (SIDA), USAID, Pact Inc. і National Endowment for Democracy. Партнер проекту «Доступ до правди» – «Українська правда».

## Джерело
- О. Демчук: Право на доступ до інформації як елемент правового статусу особи Сайт Мін'юсту України.